# Synchronicity II
Synchronicity II is een nummer van de Britse rockband The Police uit 1983. Het is de derde single van hun vierde en laatste studioalbum Synchronicity.

## Achtergrondinformatie
Het nummer, dat verwijst naar Carl Jungs theorie van synchroniciteit, het verhaal van een man wiens huis, werkleven en omgeving ontmoedigend en deprimerend zijn. Op het werk wordt de man routinematig zwartgemaakt door zijn baas ("and every single meeting with his so-called superior / Is a humiliating kick in the crotch"). Ondertussen komt er iets monsterlijks tevoorschijn uit een "donker Schots meer/loch", een verwijzing naar het monster van Loch Ness, een metafoor voor de innerlijke angst van de man zelf. 
"Synchronicity II" werd een bescheiden hit op de Britse eilanden en in Noord-Amerika. Het nummer bereikte de 17e positie in het Verenigd Koninkrijk. In het Nederlandse taalgebied viel de plaat buiten de hitlijsten.

## Tracklijst
- 12"

1. "Synchronicity II" - 5:04
2. "Once Upon a Daydream" - 3:28